# 二重規範
二重規範（にじゅうきはん）またはダブルスタンダード（英語: double standard）とは、同じ人物・集団において、類似した状況に対して、それぞれ異なる対応が不公平に適用していることへの皮肉の言葉である。「二重基準」という場合もある。
この概念は、全ての状況が同じ指針の適用を受けるべきという当然（単一規範）を理想とする立場から使用される。活字は遅くとも1895年には登場していた。
二重規範の悪質な例は、ある概念（例：言葉・文・社会的規範・規則など）を一方のグループに対して適用するのに、もう一方のグループに適用することは許容しない、あるいはタブーとみなす事である。

## 報道での用例
身内や自身への基準と他者とが異なり、基準が一つではない人物へ矛盾批判に用いられる。ある人物を人種差別をしていると批判したものの、その批判内容が差別的であった、ないし過去に差別的発言をしていた者や、自国では軍拡を進めながら他国の軍備を非難したり平和を訴えたりする国家といったような、所謂「他人に厳しく自分に甘い」言動に対し使われることが多い。このように自分たちの言動にだけ甘いことをすることなど、身内や自身への基準と他者とが異なり、基準が一つではない人物へ矛盾への批判に用いられる。
東亜日報は2018年にドナルド・トランプの言動を人種差別だと批判していた反トランプ派の人物が過去に人種や性差別発言をしていたことが発覚して、二重基準があると報道した。トランプを人種差別的だと批判して人気になったコメディアンのトレバー・ノアは、オーストラリア公演で2013年に原住民の容貌を侮蔑し、原住民女性がそのために売春する可能性があるとの発言が2018年7月末に注目され、オーストラリアでボイコット運動が起きた。
ガーディアンズ・オブ・ギャラクシーのジェームズ・ガン監督はペドフィリア擁護や性的暴行をジョークにするようなツイートを暴露されて、ディズニーに解雇される事態になった。東亜日報は差別反対という道義的優位性を主張していた陣営による過去の人種・性差別的な書き込みや映像が二重基準で批判を受けて弱点を晒していると伝えている。
2021年4月にはイタリアで 司会者のゲリー・スコティとミシェル・フンジカーはイタリア放送協会（RAI）の北京支局を紹介する過程で、両目尻をつり上げ、西欧圏で東洋人が「R」の発音ができない発音を真似た。 特にこの2人は普段から性的少数者および女性の権利伸張を求めるフェミニズム主張してきた点、フンジカーが「誰かを傷つけたとすれば心からお詫びする」「人々が自身の権利に敏感な時にこれを考慮しなかったのは不注意だった」でダブルスタンダードと何が悪いかも分からない謝罪文を載せたことで非難はさらに強まった。
韓国では、朴槿恵政権時代に当時の野党だった共に民主党が朴槿恵政権批判に「自分がするのはロマンス、他人のは不倫」との韓国語の短縮言葉である「ネロナムブル」を最初に権力や権威を皮肉る言葉として使いだした。一方で政権交代後の文在寅政権下においては、政府高官や政権与党となった共に民主党内に二重規範が蔓延しているとし、ニューヨーク・タイムズは、2021年4月7日に投開票が行われたソウル市と釜山市の市長選挙で与党・共に民主党の候補が大敗したニュースを報じる際に、その敗因を「ネロナムブル（朝鮮語: 내로남불、私がすればロマンス、他人がすれば不倫＝身内に甘く、身内以外に厳しいこと）」であると評した。「ダブルスタンダード」とは訳さず、「naeronambul」とそのまま表記した背景に、他の世界のどの国にもない「韓国左派特有のダブルスタンダード」という意味であったからと報じられた。実際に今回の韓国左派寄りであった韓国の選挙管理委員会は「特定の政党を連想させる」との理由でネロナムブルの言葉使用を選挙中禁じるという共に民主党・韓国左派のための措置を取った。朝鮮日報は国内でさえ特有である韓国左派のダブルスタンダード固有性を指すネロナムブルが世界的な地位を獲得したのだの指摘している。
2022年10月には北朝鮮に射殺された海洋水産部職員殺害事件遺族が韓国監査院前で抗議デモをしている共に民主党議員を「自分たちがやれば正当で、他人がやれば誤りだという民主党の態度はダブルスタンダードの極致だ」と非難した。